# Yves-Alexandre de Marbeuf
Yves-Alexandre de Marbeuf (ur. 17 maja 1734 w Rennes, zm. 15 kwietnia 1799 w Lubece) – francuski duchowny rzymskokatolicki, biskup Autun, arcybiskup lyoński i prymas Galii w czasie rewolucji francuskiej.

## Biografia
W 1754 otrzymał święcenia prezbiteriatu.
19 kwietnia 1767 król Francji Ludwik XV mianował go biskupem Autun, co zatwierdził 15 czerwca 1767 papież Klemens XIII. 12 lipca 1767 przyjął sakrę biskupią z rąk arcybiskupa lyońskiego Antoine de Malvina de Montazeta. Współkonsekratorami byli biskup Chalons-sur-Saône Louis-Henri de Rochefort d’Ally oraz biskup Mâcon Gabriel-François Moreau.
12 maja 1788 król Francji Ludwik XVI mianował go arcybiskupem lyońskim i prymasem Galii. 12 września 1788 złożył rezygnację z biskupstwa Autun, a trzy dni później otrzymał zatwierdzenie na katedrze prymasowskiej od papieża Piusa VI. Abp de Marbeuf piastował także stanowisko ministra ds. beneficjów.
Podczas rewolucji francuskiej uważany za konserwatystę. Poparł Stany Generalne, jednak pretestował przeciwko konstytucji cywilnej kleru i odmówił złożenia na nią przysięgi. Następnie udał się na emigrację, gdzie zmarł, do końca życia według prawa kościelnego formalnie pozostając arcybiskupem Lyonu, mimo zastąpienia go przez biskupa konstytucyjnego Antoine-Adriena Lamourette'a.